# FK Ouralets Nijni Taguil
Maillots
L'Ouralets Nijni Taguil (russe : «Уралец» Нижний Тагил) est un club de football russe fondé en 1946 et basé à Nijni Taguil.
Ayant évolué au niveau professionnel dans les divisions inférieures soviétiques puis russes entre 1947 et 1949 puis de 1958 jusqu'à sa disparition en 2006, le club est refondé en 2011 et joue depuis 2023 en quatrième division russe.

## Histoire
Fondé en 1933 sous le nom Ouralvagonzavod, le club devient en 1937 le Dzerjinets et intègre en 1947 la deuxième division soviétique où il évolue pendant trois saisons dans le deuxième groupe de la RSFS de Russie avant de retourner à l'échelon local en 1950. Retrouvant le deuxième niveau lors de la saison 1958 sous l'appellation Metallourg, il termine notamment premier du quatrième groupe de la RSFSR en 1960 et prend part à la phase finale, finissant cependant quatrième et échouant à la promotion en première division.
Adoptant le nom Ouralets à partir de 1962, l'équipe tombe au troisième échelon en 1963 à la suite de la réorganisation des divisions soviétiques avant de remporter le groupe 5 de la RSFSR l'année suivante, où il échoue à nouveau à la promotion lors de la phase finale. Après un bref passage en quatrième division en 1970, le club se maintient au troisième niveau jusqu'à sa relégation en 1989, finissant ainsi ses années soviétiques dans le quatrième échelon.
Après la disparition de l'Union soviétique et la mise en place des compétitions russes, l'Ouralets est intégré en 1992 au sein de la nouvelle deuxième division où il évolue deux saisons, finissant huitième puis douzième de la zone Centre avant d'être relégué au troisième échelon en 1993 puis en quatrième division en 1995. Après deux saisons à ce niveau, le club retrouve la troisième division en 1998 et y évolue de manière perpétuelle jusqu'en 2006, évoluant dans le groupe Oural puis Oural-Povoljié avant d'abandonner la compétition pour des raisons financières au cours de la saison 2006 et de disparaître dans la foulée.
Le club est par la suite refondé en 2011 sous le nom Ouralets-NT et évolue depuis dans les divisions amateurs.

## Bilan sportif

### Classements en championnat
La frise ci-dessous résume les classements successifs du club en championnat d'Union soviétique.
La frise ci-dessous résume les classements successifs du club en championnat de Russie.

### Bilan par saison
Légende
- Promotion en division supérieure
- Relégation en division inférieure

#### Période soviétique
| Saison    | Championnat       | Championnat       | Championnat       | Championnat       | Championnat       | Championnat       | Championnat       | Championnat       | Championnat       | Championnat       | Coupe d'URSS     |
| Saison    | Division          | Pos               | Pts               | J                 | V                 | N                 | D                 | BP                | BC                | Diff              | Coupe d'URSS     |
| --------- | ----------------- | ----------------- | ----------------- | ----------------- | ----------------- | ----------------- | ----------------- | ----------------- | ----------------- | ----------------- | ---------------- |
| 1947      | 2e Russie 2       | 6e                | 18                | 18                | 8                 | 2                 | 8                 | 25                | 40                | -15               | Deuxième tour Q  |
| 1948      | 2e Russie 2       | 6e                | 27                | 24                | 11                | 5                 | 8                 | 32                | 32                | 0                 | —                |
| 1949      | 2e Russie 2       | 10e               | 19                | 26                | 7                 | 5                 | 14                | 32                | 47                | -15               | Deuxième tour Q  |
| 1950-1957 | Championnat local | Championnat local | Championnat local | Championnat local | Championnat local | Championnat local | Championnat local | Championnat local | Championnat local | Championnat local | —                |
| 1958      | 2e Zone 5         | 4e                | 36                | 30                | 16                | 4                 | 10                | 37                | 36                | +1                | Premier tour Q   |
| 1959      | 2e Zone 6         | 8e                | 29                | 28                | 9                 | 11                | 8                 | 24                | 23                | +1                | —                |
| 1960      | 2e Russie 4       | 1er               | 41                | 28                | 19                | 3                 | 6                 | 74                | 36                | +38               | Premier tour Q   |
| 1961      | 2e Russie 5       | 6e                | 26                | 24                | 9                 | 8                 | 7                 | 40                | 27                | +13               | Premier tour Q   |
| 1962      | 2e Russie 4       | 9e                | 30                | 30                | 11                | 8                 | 11                | 43                | 36                | +7                | Premier tour Q   |
| 1963      | 3e Russie 4       | 8e                | 28                | 30                | 10                | 8                 | 12                | 46                | 41                | +5                | Premier tour Q   |
| 1964      | 3e Russie 5       | 1er               | 43                | 32                | 15                | 13                | 4                 | 40                | 21                | +19               | Deuxième tour Q  |
| 1965      | 3e Russie 2       | 7e                | 43                | 36                | 16                | 11                | 9                 | 49                | 38                | +11               | —                |
| 1966      | 3e Russie 5       | 10e               | 31                | 32                | 11                | 9                 | 12                | 49                | 36                | +13               | Deuxième tour Q  |
| 1967      | 3e Russie 5       | 18e               | 22                | 36                | 5                 | 12                | 19                | 33                | 54                | -21               | Cinquième tour Q |
| 1968      | 3e Russie 5       | 14e               | 33                | 38                | 12                | 9                 | 17                | 27                | 41                | -14               | Troisième tour Q |
| 1969      | 3e Russie 5       | 8e                | 33                | 32                | 9                 | 15                | 8                 | 28                | 26                | +2                | —                |
| 1970      | 4e Russie 3       | 12e               | 34                | 34                | 15                | 4                 | 15                | 40                | 40                | 0                 | —                |
| 1971      | 3e Zone 5         | 17e               | 26                | 34                | 9                 | 8                 | 17                | 27                | 46                | -19               | —                |
| 1972      | 3e Zone 6         | 6e                | 55                | 36                | 16                | 7                 | 13                | 46                | 33                | +13               | —                |
| 1973      | 3e Zone 5         | 13e               | 21                | 32                | 7                 | 9                 | 16                | 23                | 36                | -13               | —                |
| 1974      | 3e Zone 5         | 6e                | 37                | 34                | 15                | 7                 | 12                | 53                | 39                | +14               | —                |
| 1975      | 3e Zone 4         | 1er               | 47                | 32                | 19                | 9                 | 4                 | 58                | 26                | +32               | —                |
| 1976      | 3e Zone 5         | 7e                | 37                | 34                | 13                | 11                | 10                | 35                | 34                | +1                | Premier tour     |
| 1977      | 3e Zone 5         | 17e               | 36                | 40                | 16                | 4                 | 20                | 42                | 60                | -18               | —                |
| 1978      | 3e Zone 4         | 19e               | 40                | 46                | 16                | 8                 | 22                | 63                | 69                | -6                | —                |
| 1979      | 3e Zone 4         | 18e               | 36                | 46                | 13                | 10                | 23                | 45                | 60                | -15               | —                |
| 1980      | 3e Zone 2         | 13e               | 30                | 34                | 12                | 6                 | 16                | 35                | 47                | -12               | —                |
| 1981      | 3e Zone 4         | 5e                | 37                | 32                | 13                | 11                | 8                 | 43                | 36                | +7                | —                |
| 1982      | 3e Zone 2         | 10e               | 31                | 32                | 11                | 9                 | 12                | 45                | 50                | -5                | —                |
| 1983      | 3e Zone 2         | 9e                | 26                | 28                | 9                 | 8                 | 11                | 29                | 30                | -1                | —                |
| 1984      | 3e Zone 2         | 11e               | 30                | 32                | 11                | 8                 | 13                | 24                | 34                | -10               | —                |
| 1985      | 3e Zone 2         | 4e                | 35                | 28                | 15                | 5                 | 8                 | 41                | 22                | +19               | —                |
| 1986      | 3e Zone 2         | 10e               | 28                | 32                | 9                 | 10                | 13                | 34                | 43                | -9                | —                |
| 1987      | 3e Zone 2         | 7e                | 32                | 32                | 13                | 6                 | 13                | 41                | 27                | +14               | Deuxième tour    |
| 1988      | 3e Zone 2         | 6e                | 34                | 32                | 14                | 6                 | 12                | 40                | 36                | +4                | —                |
| 1989      | 3e Zone 2         | 11e               | 45                | 42                | 17                | 11                | 14                | 46                | 49                | -3                | —                |
| 1990      | 4e Zone 7         | 9e                | 34                | 32                | 13                | 8                 | 11                | 38                | 37                | +1                | —                |
| 1991      | 4e Zone 7         | 3e                | 59                | 42                | 27                | 5                 | 10                | 89                | 33                | +56               | —                |

#### Période russe
| Saison    | Championnat       | Championnat  | Championnat  | Championnat  | Championnat  | Championnat  | Championnat  | Championnat  | Championnat  | Championnat  | Coupe de Russie     |
| Saison    | Division          | Pos          | Pts          | J            | V            | N            | D            | BP           | BC           | Diff         | Coupe de Russie     |
| --------- | ----------------- | ------------ | ------------ | ------------ | ------------ | ------------ | ------------ | ------------ | ------------ | ------------ | ------------------- |
| 1992      | 2e Centre         | 8e           | 37           | 34           | 12           | 13           | 9            | 41           | 27           | +14          | —                   |
| 1993      | 2e Centre         | 12e          | 34           | 38           | 14           | 6            | 18           | 42           | 48           | -6           | Seizièmes de finale |
| 1994      | 3e Centre         | 8e           | 37           | 32           | 16           | 5            | 11           | 49           | 34           | +15          | Troisième tour      |
| 1995      | 3e Centre         | 16e          | 43           | 40           | 11           | 10           | 19           | 47           | 56           | -9           | Seizièmes de finale |
| 1996      | 4e Zone 6         | 2e           | 54           | 24           | 17           | 3            | 4            | 51           | 17           | +34          | Quatrième tour      |
| 1997      | 4e Zone 5         | 6e           | 59           | 34           | 17           | 8            | 9            | 41           | 27           | +14          | Troisième tour      |
| 1998      | 3e Oural          | 14e          | 30           | 34           | 9            | 3            | 22           | 33           | 64           | -31          | Deuxième tour       |
| 1999      | 3e Oural          | 8e           | 48           | 30           | 13           | 9            | 8            | 36           | 24           | +12          | Deuxième tour       |
| 2000      | 3e Oural          | 8e           | 45           | 30           | 14           | 3            | 13           | 44           | 47           | -3           | Premier tour        |
| 2001      | 3e Oural          | 11e          | 39           | 30           | 12           | 3            | 15           | 50           | 48           | +2           | Troisième tour      |
| 2002      | 3e Oural          | 10e          | 31           | 28           | 9            | 4            | 15           | 28           | 50           | -22          | Premier tour        |
| 2003      | 3e Oural-Povoljié | 13e          | 38           | 38           | 11           | 5            | 22           | 39           | 63           | -24          | Premier tour        |
| 2004      | 3e Oural-Povoljié | 14e          | 41           | 36           | 12           | 5            | 19           | 35           | 43           | -8           | Deuxième tour       |
| 2005      | 3e Oural-Povoljié | 11e          | 44           | 36           | 13           | 5            | 18           | 44           | 66           | -22          | Premier tour        |
| 2006      | 3e Oural-Povoljié | Abandon      | Abandon      | Abandon      | Abandon      | Abandon      | Abandon      | Abandon      | Abandon      | Abandon      | Troisième tour      |
| 2006      | 3e Oural-Povoljié | Abandon      | Abandon      | Abandon      | Abandon      | Abandon      | Abandon      | Abandon      | Abandon      | Abandon      | Deuxième tour       |
| 2007-2010 | Club inactif      | Club inactif | Club inactif | Club inactif | Club inactif | Club inactif | Club inactif | Club inactif | Club inactif | Club inactif | Club inactif        |
| 2011-2012 | 4e Oural-Sibérie  | 6e           | 50           | 33           | 14           | 8            | 11           | 62           | 38           | +24          | —                   |
| 2012-2013 | 4e Oural-Sibérie  | 3e           | 35           | 20           | 11           | 2            | 7            | 36           | 26           | +10          | —                   |
| 2013      | 4e Oural-Sibérie  | 8e           | 9            | 9            | 2            | 3            | 4            | 13           | 17           | -4           | —                   |
| 2014      | 4e Oural-Sibérie  | 11e          | 17           | 24           | 5            | 2            | 17           | 36           | 71           | -35          | —                   |
| 2015      | 4e Oural-Sibérie  | 8e           | 16           | 18           | 4            | 4            | 10           | 30           | 37           | -7           | —                   |
| 2016      | 4e Oural-Sibérie  | 11e          | 8            | 20           | 2            | 2            | 16           | 17           | 61           | -44          | —                   |
| 2017      | 4e Oural-Sibérie  | 11e          | 6            | 20           | 1            | 3            | 16           | 12           | 68           | -56          | —                   |
| 2018      | 4e Oural-Sibérie  | 11e          | 7            | 20           | 2            | 1            | 17           | 13           | 86           | -73          | —                   |
| 2019      | 4e Oural-Sibérie  | 12e          | 8            | 22           | 2            | 2            | 18           | 13           | 88           | -75          | —                   |
| 2020      | Club inactif      | Club inactif | Club inactif | Club inactif | Club inactif | Club inactif | Club inactif | Club inactif | Club inactif | Club inactif | Club inactif        |
| 2021      | 4e Oural-Sibérie  | 7e           | 44           | 30           | 13           | 5            | 12           | 75           | 56           | +19          | —                   |
| 2022      | 4e Oural-Sibérie  | 1er          | 59           | 24           | 19           | 2            | 3            | 100          | 26           | +74          | —                   |
| 2023      | 4e Groupe 4       | 6e           | 18           | 16           | 4            | 6            | 6            | 8            | 12           | -4           | 256es de finale     |
| 2024      | 4e Groupe 4       | 8e           | 32           | 26           | 9            | 5            | 12           | 29           | 36           | -7           | 128es de finale     |